# Watussirind

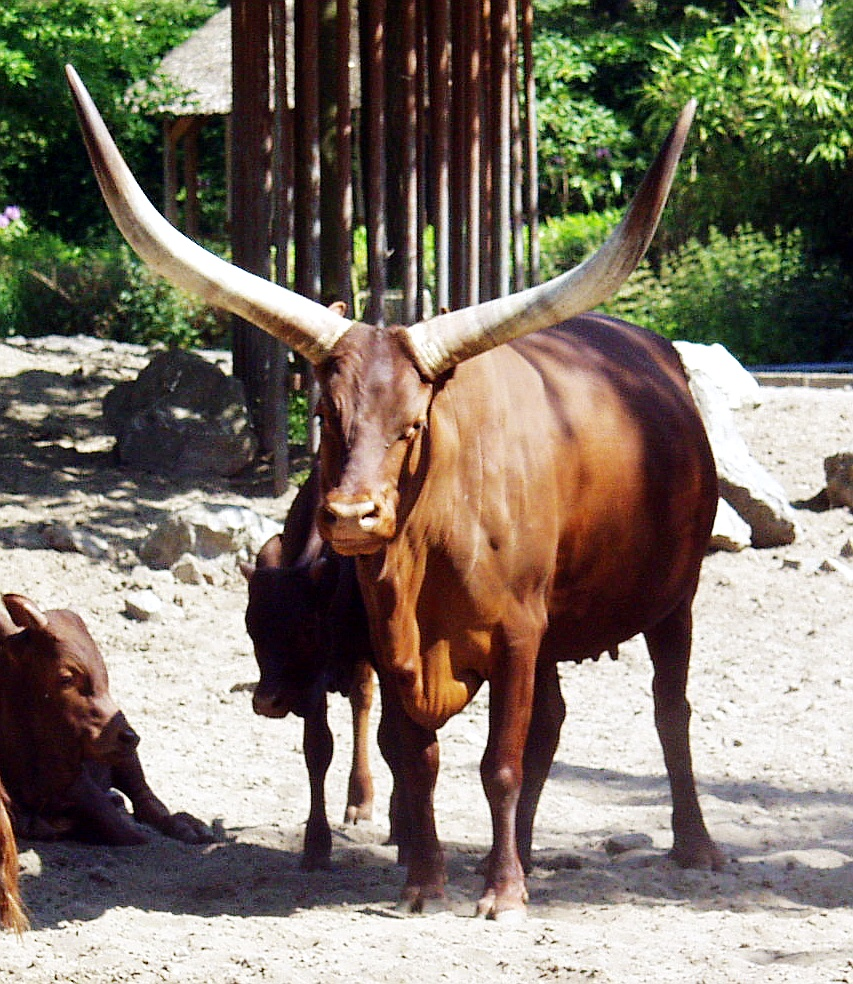
Watussirind

Das Watussirind oder Ankolerind ist eine Hausrindrasse in Ostafrika. Sie entstand durch Kreuzung von altägyptischen Langhornrindern mit Buckelrindern, auch Zebus genannt. Ihre traditionellen Züchter sind die in Ruanda und Burundi lebenden Tutsi.
Diese Rinder waren und sind teilweise Zahlungsmittel; ihr Wert steigt mit der Größe der Hörner. Dabei sind Spannweiten von 200 cm und Hornumfänge von 50 cm keine Seltenheit. Im Guinness-Buch der Rekorde steht Lurch, ein Watussiochse mit einem Hornumfang von 95,25 cm (gemessen am 6. Mai 2003). Die großen Hörner dienen den Rindern sowohl zur Verteidigung als auch zur Kühlung mittels des mit Luft gefüllten, wabenförmigen Inneren. 
Watussirinder werden traditionell nicht geschlachtet, sondern hauptsächlich gemolken und zur Ader gelassen. Das Blut wird dann mit Milch vermischt getrunken.
Diese über 5000 Jahre alte Rinderrasse hatte nur ein Selektionsmerkmal, und zwar überdimensionale Hörner. Deshalb gibt es Watussirinder in allen möglichen Farbvariationen – einfarbig, mehrfarbig, gescheckt oder gefleckt – und Größen. Sie gehören zu den afrikanischen Buckelrindern.